# Henri d'Aguesseau
Pour les articles homonymes, voir Famille d'Aguesseau et D'Aguesseau.
Henri d'Aguesseau (né en 1638, mort le 17 novembre 1716) est un homme politique français.

## Biographie
Henri d'Aguesseau est né en 1638 d'Antoine d'Aguesseau, premier président à Bordeaux, et d'Anne de Givès.
À la mort de son frère aîné, François d'Aguesseau, il a recueilli la charge de maître des requêtes. Le même jour ont été inhumés François d'Aguesseau, sa femme et son fils qu'on a juste eu le temps de baptiser.
Il s'est marié avec Claire-Eugénie Le Picart de Périgny dont la sœur, Catherine Le Picart de Périgny, avait épousé Nicolas Le Pelletier de La Houssaye, maître des requêtes : parents de Félix Le Peletier de La Houssaye et de Catherine Le Pelletier de La Houssaye (femme de Michel-Jean Amelot) (les deux sœurs Claire-Eugénie et Catherine Le Picart étaient les filles de Jean-Baptiste Le Picart de Périgny et de Catherine Talon, fille de Jacques Talon — † 1648, avocat général au Parlement de Paris — nièce d'Omer et tante maternelle du chancelier Louis de Pontchartrain). De ce mariage sont nés :
- Marie-Catherine d’Aguesseau, mariée à Charles-Marie de Saulx, comte de Tavannes
- Thérese-Claire-Claude d’Aguesseau, religieuse
- Henri-François d'Aguesseau, chancelier de France
- Jean-Baptiste-Paulin d'Aguesseau, prêtre
- Joseph-Antoine d'Aguesseau de Valjouan (ou Valjoin, Valjoint, Valjoing), marié à Louise du Bois, Dame de Buillet, sans postérité
- Madeleine d'Aguesseau, mariée à Pierre-Hector le Guerchois, seigneur d’Averton.

Henri d'Aguesseau a été chargé d'étudier une affaire qui regardait la finance. Comme l'a écrit son fils, il l'a traitée en magistrat, mais Jean-Baptiste Colbert, qui l'a regardée en contrôleur général des finances, a imposé son avis contre celui du magistrat. Colbert ayant apprécié sa conduite, une place d'intendant s'étant libérée à Limoges, il y a fait nommer Henri d'Aguesseau à la fin de 1665. Trois ans plus tard, Colbert a décidé de le faire passer à l'intendance de Bordeaux qui était une des plus importantes, à laquelle on n'avait pas encore retranché ce qui a constitué la généralité d'Auch. Des ennuis de santé ont conduit sa famille à demander à Colbert son rappel à Paris où il a retrouvé ses fonctions de maître des requêtes. 
Au bout d'un an de présence à Paris, M. de Bezons, intendant du Languedoc, ayant demandé à être relevé après vingt ans de service, Colbert lui a appris que le roi l'avait nommé intendant du Languedoc. 
Il a pris ses fonctions dans les derniers mois de 1673 en laissant à Paris sa famille qui s'était agrandie d'un deuxième fils pendant le séjour de Bordeaux, qui a été l'abbé d'Aguesseau. Les trois principaux personnages de la province de Languedoc sont le gouverneur, l'intendant et le président des trois ordres. Tous les honneurs sont dus au gouverneur, mais l'intendant, homme du roi, a le pouvoir, mais doit ménager le président des trois ordres comme le gouverneur pour éviter qu'ils nuisent à son action. Le gouverneur était alors le duc de Verneuil, peu présent dans le Languedoc, et le président, le cardinal de Bonzi, président né des États comme archevêque de Narbonne, dont la sœur, Élisabeth de Bonzi est mariée à  René-Gaspard de La Croix de Castries, marquis de Castries, lieutenant-général en Languedoc depuis 1668. Pendant son intendance en Languedoc, il a eu à surveiller la construction du canal du Midi. Il a pu faire par deux fois la navigation sur le canal de Sète à Toulouse avec son fils. Le canal a été utilisé pour faire passer de l'océan Atlantique à la Méditerranée les armes destinées au bombardement de Gênes. Pendant son intendance, il a mis en application une politique de sape en détachant les chefs protestants, en limitant la liberté d'exercice public du culte et en favorisant les nouveaux convertis. Après des révoltes de protestants dans le Vivarais réprimées par le duc de Noailles, il a condamné le pasteur Isaac Homel à être roué vif en 1683. À la mort de Colbert, il en a fait l'apologie. Son successeur, Claude Le Peletier, l'a nommé conseiller d'État. Après la mort de Colbert, la répression contre les protestants a été prise en charge par Louvois qui va mettre en application les dragonnades pour forcer leurs conversions. Henri d'Aguesseau décide alors de demander son départ de son intendance du Languedoc, ce qu'a accepté le roi en 1685. Le roi lui demanda d'attendre l'arrivée de son successeur, Nicolas de Lamoignon de Basville qui avait été intendant du Poitou. Il est alors retourné à Paris pour prendre ses fonctions au Conseil du roi.
Il est mort le 17 septembre 1716 et fut inhumé dans le cimetière Saint-André-des-Arts à Paris.
Sa famille appartenait à la petite noblesse de robe, un ancêtre, François Aguesseau, commerçant et échevin d'Amiens, ayant été anobli par lettres patentes du roi Henri IV, données à Paris le 8 octobre de l’an 1594. Comme ce dernier avait dérogé en continuant à exercer son métier, sa veuve, Françoise Le Gay, dut rétablir la noblesse de ses enfants en 1612.

## Carrière
- 1656 : conseiller au Parlement de Metz ;
- 1660 : maître des requêtes ;
- 1661 : président au Grand Conseil ;
- 1666-1668 : intendant de Limoges ;
- 1669-1673 : intendant de Bordeaux ;
- 1673-1685 : intendant de Languedoc[7] ;
- 1683 : conseiller d'État ;
- 1691-1693 : occupe divers postes au Contrôle général ;
- 1694 : chef du Conseil de la principauté des Dombes ;
- 1695 : conseiller au Conseil royal des Finances ;
- 1699 : conseiller au conseil de la religion réformée ;
- 1700 : président de la Chambre du commerce.

## Sources
- Dictionnaire de biographie française, Paris, Letouzey et Ané, 1932-, t. I, col. 825-827.